# Gordy
Gordy este un film american de comedie dramatică din 1995 despre un purcel numit Gordy care își caută familia (dusă la un abator în Omaha, Nebraska). Gordy trăiește în viețile altora care fac parte din parcelele laterale ale filmului, inclusiv călătoresc țară muzică cântăreți Luke McAllister și fiica sa Jinnie Sue și singuratic băiat Hanky Royce a cărui mamă este angajat la un om de afaceri sinistru, Gilbert Sipes. Gordy schimbă viața oamenilor pe care îi întâlnește datorită capacității lor de a-l înțelege. Filmul a fost lansat în cinematografe pe 12 mai 1995. Acesta a fost distribuit de Miramax Family Films.